# Kenneth-Weißzahnratte
Die Kenneth-Weißzahnratte (Berylmys mackenziei) ist eine Säugetierart aus der Gattung der Weißzahnratten (Berylmys) innerhalb der Nagetiere (Rodentia). Sie kommt im Nordosten Indiens bis zum Süden Vietnams vor, aus der Volksrepublik China ist ein einzelner Fund bekannt.

## Merkmale
Die Kenneth-Weißzahnratte erreicht eine Kopf-Rumpf-Länge von 23,3 bis 27,2 Zentimetern und eine Schwanzlänge von 24,8 bis 26,2 Zentimetern bei einem Gewicht von etwa 265 Gramm. Die Hinterfußlänge beträgt 50 bis 61 Millimeter und die Ohrlänge 27 bis 31 Millimeter. Sie entspricht in ihrem Aussehen der deutlich größeren Bowers-Weißzahnratte (Berylmys bowersi) mit einem matt braungrauen Rückenfell und einem weißen Bauch. Der Schwanz ist dunkelbraun, das letzte Drittel und die Spitze sind weiß gefärbt. Die Oberseite der Vorder- und Hinterfüße ist ebenfalls dunkelbraun, die Zehen und Seiten sind jedoch weiß. Die Weibchen besitzen fünf Paar Zitzen, von denen eines im Brustbereich sowie je zwei im Bauchbereich und der Leistengegend sitzen. Der Schädel hat eine Länge von 50,5 bis 57,7 Millimetern.

## Verbreitung
Die Kenneth-Weißzahnratte kommt vom Nordosten Indiens in Assam bis über Teile von Myanmar und Vietnam vor, wo sie vereinzelt dokumentiert ist. In der Volksrepublik China ist die Art nur von einem einzigen gefundenen Exemplar vom Emei Shan in der Provinz Sichuan bekannt.

## Lebensweise
Über die Lebensweise der Kenneth-Weißzahnratte liegen kaum Informationen vor. In China stammt der einzige bekannte Fund aus dem Hochland in etwa 2000 Metern Höhe.

## Systematik
Die Kenneth-Weißzahnratte wird als eigenständige Art innerhalb der Weißzahnratten (Gattung Berylmys) eingeordnet, die aus vier Arten besteht. Die wissenschaftliche Erstbeschreibung erfolgte durch den Zoologen Oldfield Thomas im Jahr 1916 aus den Chin Hills in Myanmar.

## Gefährdung und Schutz
Die Art wird von der International Union for Conservation of Nature and Natural Resources (IUCN) nicht in einer Gefährdungskategorie gelistet, sondern aufgrund der wenigen bekannten Daten als „data deficient“ geführt. Gefährdungspotenziale sind nicht bekannt, man geht jedoch von einer Gefährdung durch den Holzeinschlag, die Fragmentierung der Lebensräume und Waldbrände in Südasien aus.

## Belege
1. 1 2 3 4 5  Mackenzie's White-Toothed Rat In: Andrew T. Smith, Yan Xie: A Guide to the Mammals of China. 2008, S. 258.
2. 1 2  Berylmys mackenziei in der Roten Liste gefährdeter Arten der IUCN 2015-4. Eingestellt von: K. Aplin, D. Lunde, G. Musser, A. Frost, S. Molur, 2008. Abgerufen am 23. Dezember 2015.
3. 1 2  Berylmys mackenziei (Memento des Originals vom 23. Dezember 2015 im Internet Archive)  Info: Der Archivlink wurde automatisch eingesetzt und noch nicht geprüft. Bitte prüfe Original- und Archivlink gemäß Anleitung und entferne dann diesen Hinweis.. In: Don E. Wilson, DeeAnn M. Reeder (Hrsg.): Mammal Species of the World. A taxonomic and geographic Reference. 2 Bände. 3. Auflage. Johns Hopkins University Press, Baltimore MD 2005, ISBN 0-8018-8221-4.